# Miss F.B.I. - Infiltrata speciale
Miss F.B.I. - Infiltrata speciale (Miss Congeniality 2: Armed & Fabulous) è un film statunitense del 2005 diretto da John Pasquin e interpretato da Sandra Bullock e Regina King.
È il sequel di Miss Detective (Miss Congeniality) del 2000.

## Trama
L'agente dell'FBI Gracie Hart, ormai famosa dopo l'avventurosa partecipazione come infiltrata al concorso di Miss Usa (vicenda che si riferisce al precedente film Miss Detective) vive un periodo di crisi dopo essere stata lasciata dal suo fidanzato.
I superiori vedono la possibilità di cavalcare la sua fama per dare lustro all'immagine del Bureau. Le viene così proposto di affidarsi ad uno staff che la renda più raffinata per poter poi presenziare ad incontri pubblici e programmi televisivi e diventare così una vera e propria ambasciatrice dell'FBI. Lo specialista Joel la convince ad accettare facendo leva anche sul suo stato d'animo abbattuto, e riesce a trasformarla in una vera donna, alla moda e popolarissima.
Quando Miss Usa, divenuta sua amica durante il concorso al quale presero parte entrambe, e il conduttore Stan Fields vengono rapiti a Las Vegas, Gracie viene chiamata ad occuparsi del caso. Recatasi a Las Vegas con l'ostile e irascibile agente Fuller come sua guardia del corpo, deve far fronte anche al capo dell'FBI locale che non vede l'ora di rispedirla indietro e occuparsi da solo del caso.
Con grande ostinazione e spinta dall'amicizia per le due persone rapite, Gracie, nonostante mille ostacoli e l'iniziale isolamento, con l'appoggio sempre più convinto dell'agente Fuller e dell'inetto Foreman dell'FBI locale, riesce a salvare i due prima che i balordi rapitori li possano uccidere, non avendo incassato il riscatto.
Il nuovo successo dell'agente Hart passa attraverso un ritorno nei panni di detective e di "maschiaccio" che più le sono consoni, ed anche attraverso situazioni comiche e travestimenti bizzarri che avevano già caratterizzato la prima avventura.

## Accoglienza

### Incassi
Il film ha incassato 101,000,000 dollari in tutto il mondo (meno della metà del primo film fatto quasi cinque anni prima).

### Critica
È stato generalmente stroncato dalla critica, ed ha ricevuto l'approvazione del 14% su Rotten Tomatoes sulla base di 144 recensioni.

## Riconoscimenti
- 2005 - Teen Choice Awards
  - Miglior attrice in una commedia a Sandra Bullock
  - Nomination Miglior scena di ballo a Sandra Bullock e Regina King
- 2005 - BET Awards
  - Miglior attrice a Regina King
- 2005 - BET Comedy Awards
  - Nomination Miglior attrice non protagonista a Regina King
- 2005 - Stinkers Bad Movie Awards
  - Nomination Peggior sequel
  - Nomination Peggior attrice a Sandra Bullock
  - Nomination Peggior coppia a Sandra Bullock e Regina King